# Bergüzar Korel
Bergüzar Gökçe Korel Ergenç (Istambul, Turquia; 27 de agosto de 1982) é uma atriz turca, filha dos atores turcos Hülya Darcan e Tanju Korel.  
É conhecida mundialmente por protagonizar a talentosa arquiteta Şehrazat Evliyaoğlu Aksal, na telenovela turca Mil e Uma Noites.
Em 2009, ela se casou com o ator Halit Ergenç, que foi seu par romântico em Mil e Uma Noites. O casal teve um filho chamado Ali, em fevereiro de 2010.